# Alexandre Gurita
 (juillet 2025).
- Si vous ne connaissez pas le sujet, laissez ce bandeau (vous pouvez alors contacter les auteurs).
- Si vous supprimez le contenu mis en cause (vous pouvez préalablement contacter les auteurs),

argumentez précisément cette suppression dans la page de discussion
(un manque de référence n'est pas un argument ; une recherche réelle de référence doit avoir été effectuée, être formellement documentée).
Alexandre Gurita, né le 27 septembre 1969 à Brasov (Roumanie), est un artiste français d’origine roumaine. 

## Biographie

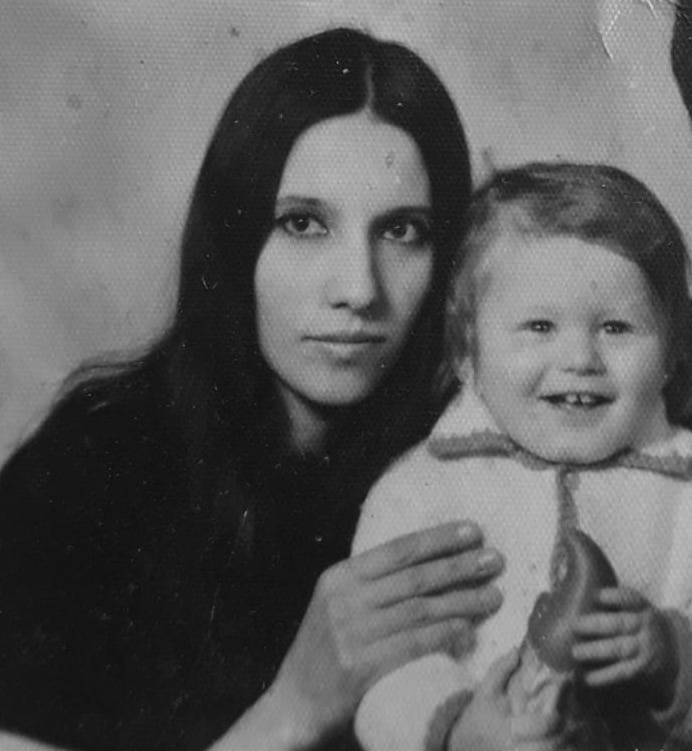
Alexandre avec sa mère Elena, 1970.

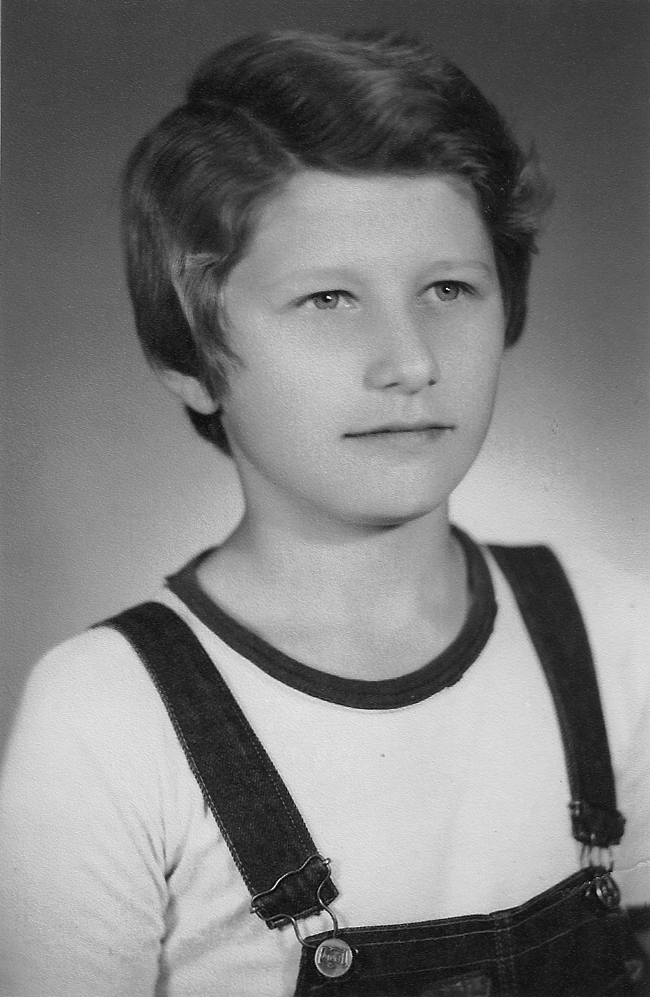
Alexandre Gurita, 1980.

Alexandre Gurita vit et travaille à Paris.

## Transition de l’art visuel vers l’art invisuel
Au cours des années 1990 à Paris, Alexandre Gurita a l'opportunité d'observer des pratiques artistiques similaires à la sienne que la terminologie alors existante de l’art ne pouvait qualifier.
En 1998, Alexandre Gurita rencontre Ricardo Mbarkho à l'ENSBA de Paris. Ensemble, ils formalisent une modalité de pratique artistique qui renonce aux objets matériels et immatériels au profit de l’information, de la situation et du protocole. Plutôt que de créer des œuvres destinées à être vues, ils conçoivent des conditions, des états d’esprit ou des modèles socio-économiques fonctionnant indépendamment d’un public observateur. En 2004, Gurita apporte le terme "art invisuel" et le cadre institutionnel via la Biennale de Paris, la Revue de Paris et l’École nationale d’art de Paris (ENDA).
Principes de l’art invisuel :  
- rejet de l’œuvre comme marchandise ;
- mise en évidence des processus, gestes et contextes ;
- déploiement des réseaux de communication et des rituels sociaux comme matériau ;
- dématérialisation au-delà de l’immatériel : l’art sans art ;
- socio-économie comme medium artistique.

Au sein de l’art invisuel, Alexandre Gurita  développe des axes de recherche tels que la captation institutionnelle, l’économie transversale, l'horizontalité, la multimodalité.

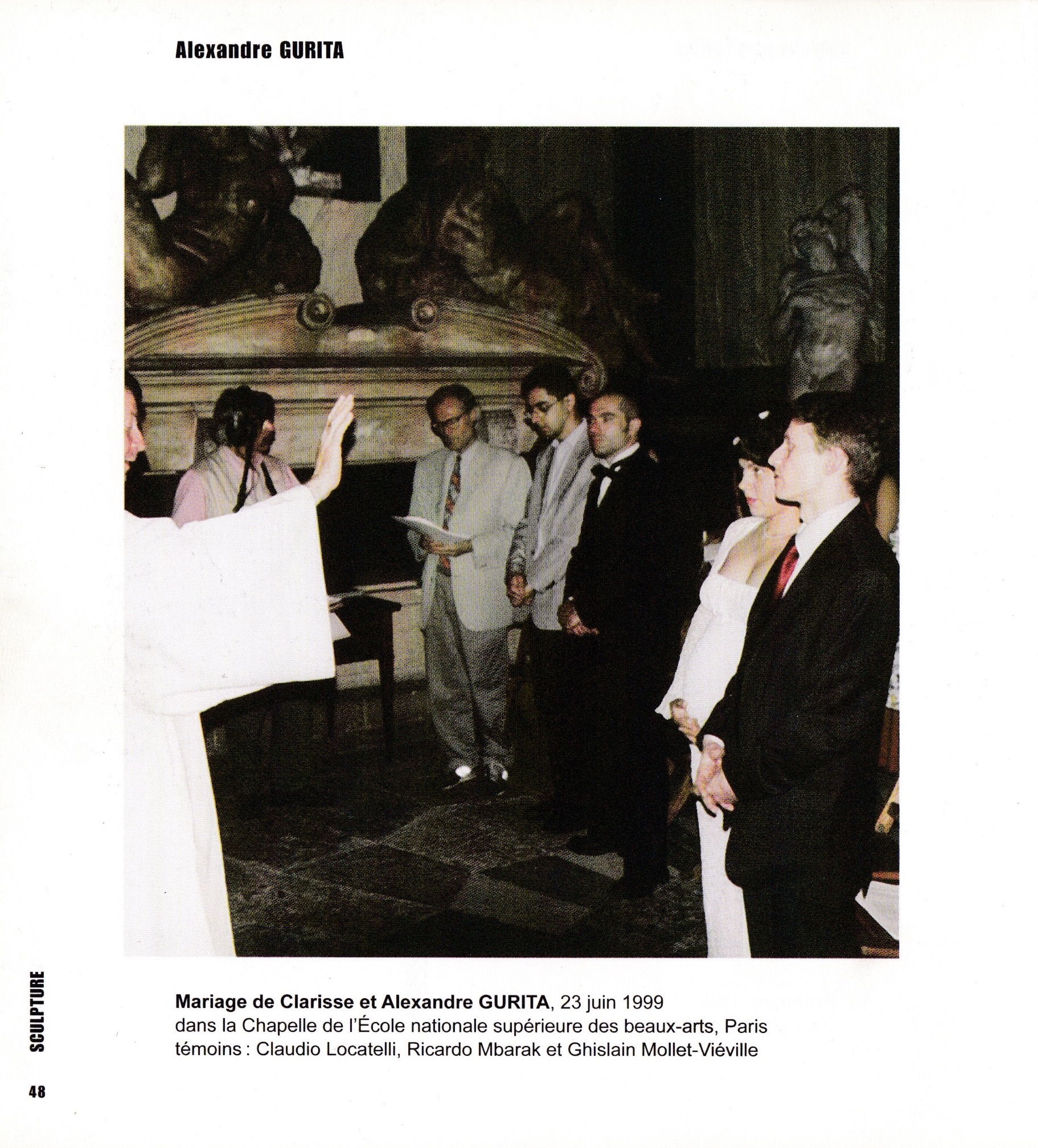
Cérémonie du mariage de Clarisse et Alexandre Gurita, le 23 juin 1999, dans la chapelle de l'École nationale supérieure des beaux-arts de Paris (ENSBA), officié par le curé de la paroisse de Saint-Germain-des-Prés. Témoins : Ghislain Mollet-Viéville, Claudio Locatelli et Ricardo Mbarak.

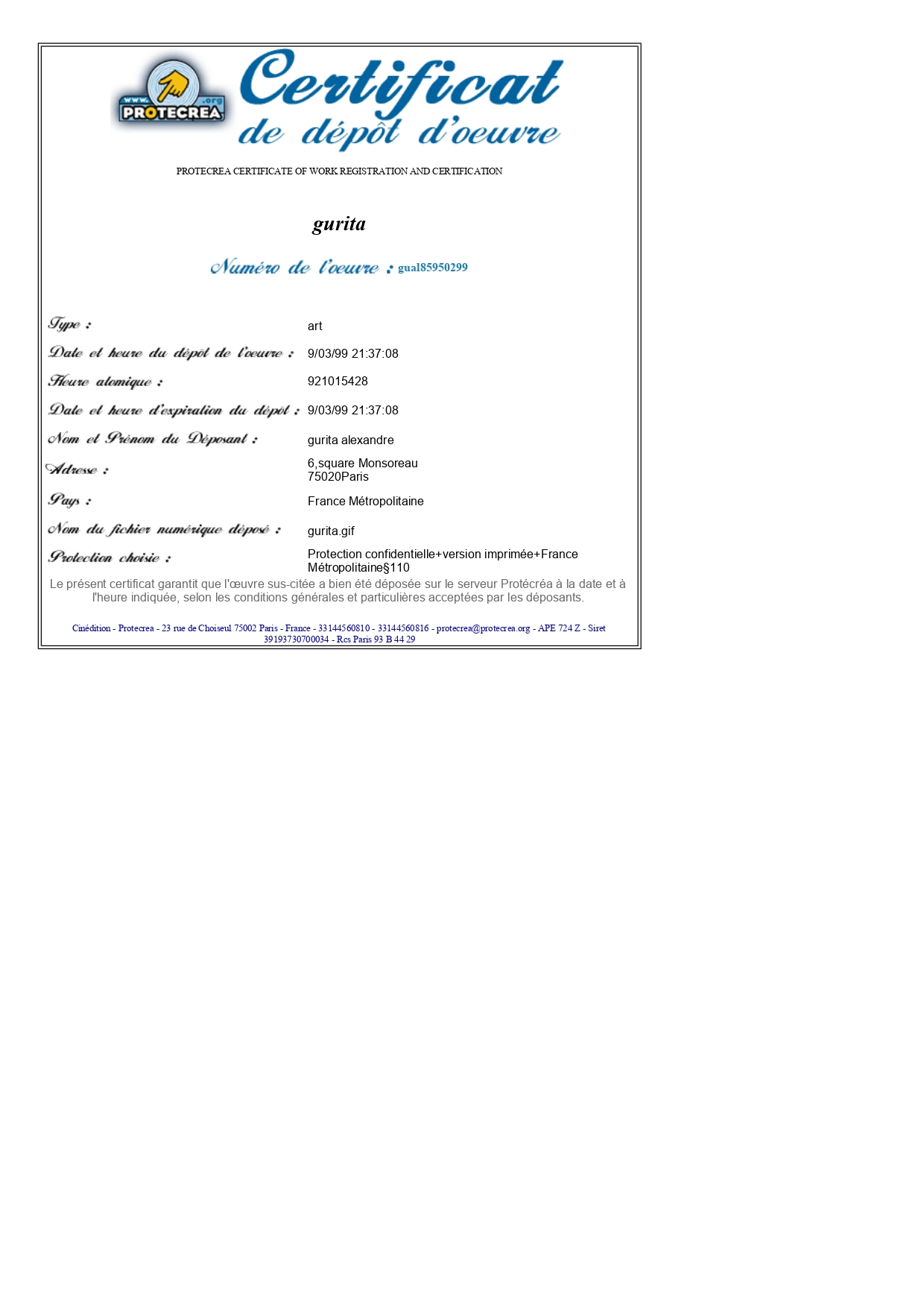
Certificat Protecrea attestant du dépôt de la vie d'Alexandre Gurita en tant qu’œuvre d’art pour une durée de cinq ans, de 1999 à 2004.

### Mariage-diplôme aux Beaux-Arts de Paris
Le 23 juin 1999, Alexandre Gurita présente son mariage réel comme œuvre d’art et projet de diplôme de fin d’études à l’École nationale supérieure des beaux-arts de Paris (ENSBA), ce qui provoque une controverse au sein de cette institution, entre les membres du jury, les professeurs et la direction. Alors que la remise des diplômes était jusqu'alors inaccessible au public, elle devient désormais publique. Malgré la controverse, Gurita obtient son diplôme, et, en 2000, il fera l’objet d’un film documentaire qui accessible à la Bibliothèque nationale de France. Corina Chutaux Mila déclare dans son ouvrage Esthétique de l’art invisuel : « Ainsi, lorsqu’Alexandre Gurita a présenté pour son diplôme son propre mariage avec sa femme, célébré dans l’enceinte de l’école, il ne s’agissait pas d’art conceptuel, de performance ni de happening, mais bien d’art invisuel, puisqu’il n’y avait pas d’œuvre d’art, juste un événement de la vie quotidienne auquel l’artiste attribue le statut d’art. ».

## Biennale de Paris
En 2001, l’artiste capte la Biennale de Paris tombée dans le domaine public en 1985, après avoir été abandonnée par l’État.

## Économie de l'art invisuel
Estimant que l’économie et l’enseignement sont les facteurs d'influence les plus importants sur le devenir de l’art, Gurita crée plusieurs projets dans cette optique. Il invente le concept d’« économie transversale », spécifique aux pratiques artistiques invisuelles et développe des projets sur la formulation de modèles économiques alternatifs au marché de l’art, tels que le Forum Mondial des Économies de l’Art (FOMEA).

### Multimodalité
Pendant la période Covid (2020 – 2022) et les confinements à répétition, Alexandre Gurita développe la notion de multimodalité, à savoir la capacité de l'artiste à s’adapter à l’environnement, à l’image d’un liquide qui change de forme mais qui garde sa composition intacte.

## Conférences, expériences, ateliers

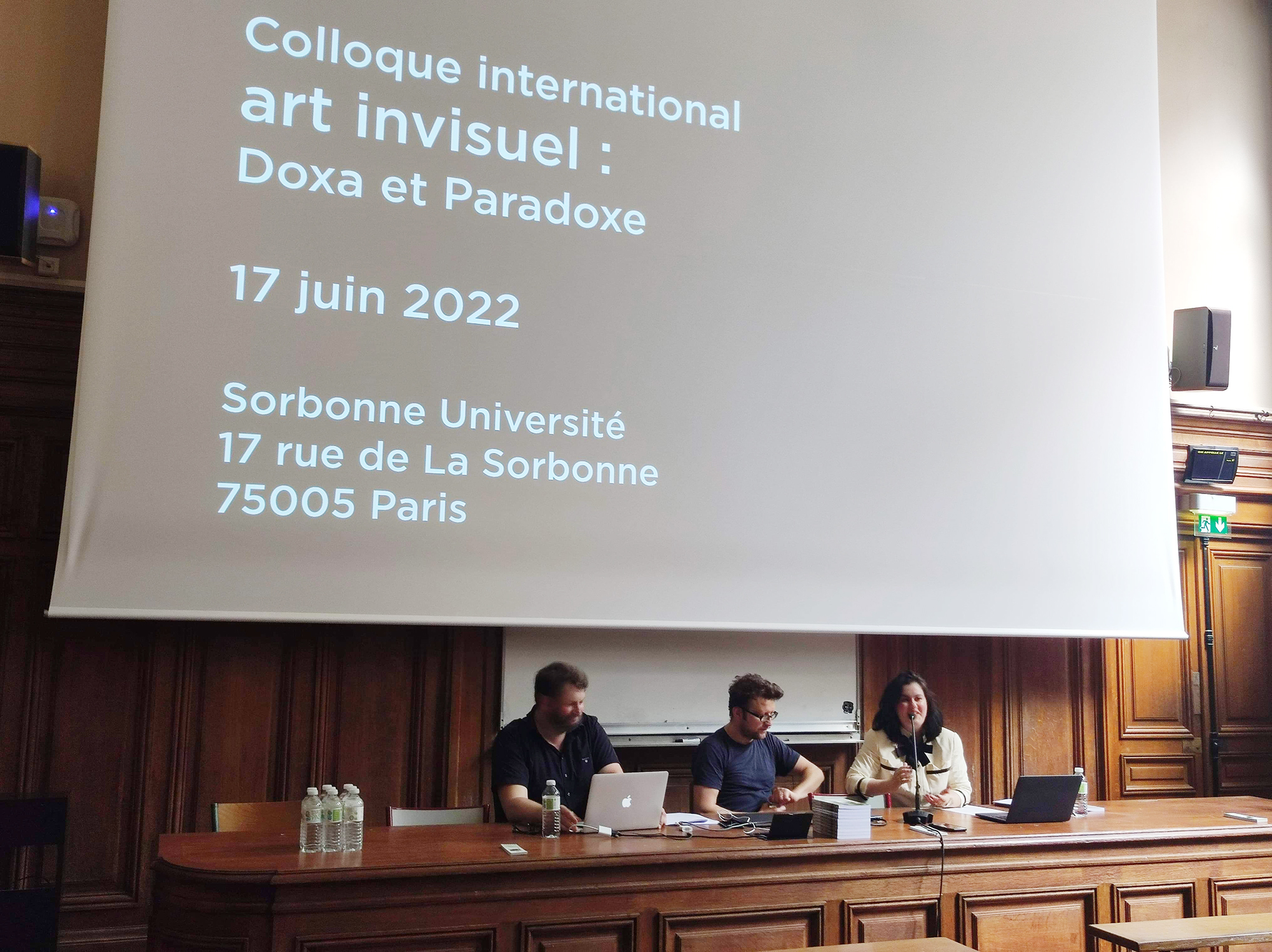
« Art Invisuel : Doxa et Paradoxe », premier colloque international sur l’art invisuel, avec Alexandre Gurita, Eric Monsinjon et Corina Mila Chutaux. La Sorbonne, Paris, le 17 juin 2022.

Alexandre Gurita a mené des ateliers et donné des conférences, dont certaines ont suscité des controverses, car leur thématiques et la manière de les aborder allaient à l'encontre des conventions de l'art. 

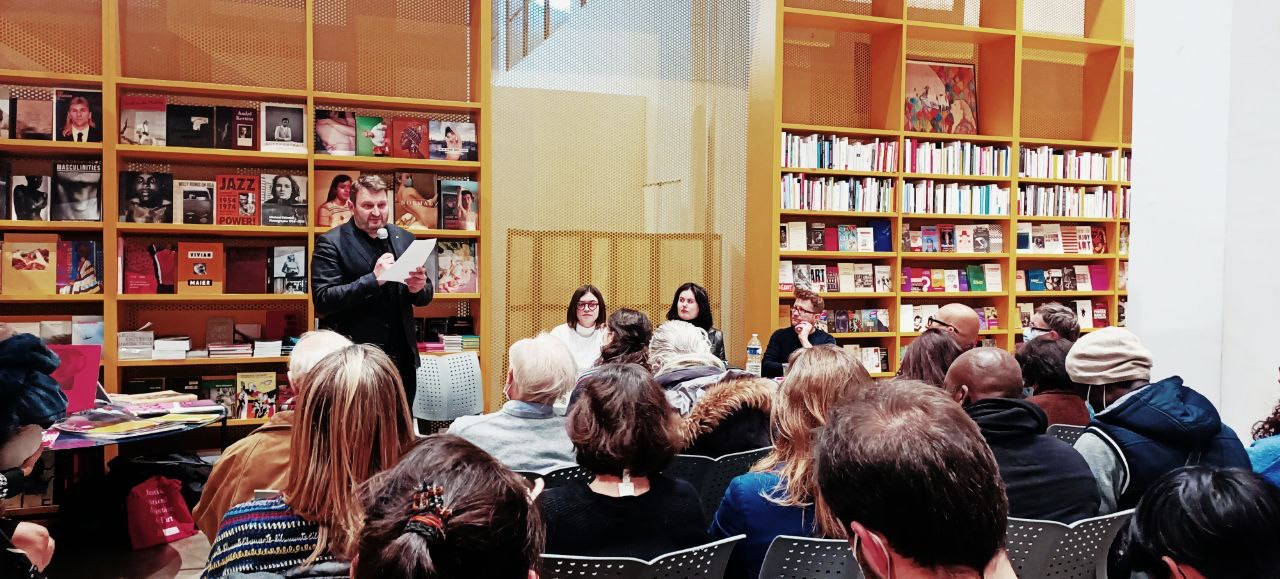
Alexandre Gurita au lancement du livre Esthétique de l'art invisuel de Corina Mila Chutaux. Avec l'auteure du livre et l'historien d'art contemporain Eric Monsinjon. Palais de Tokyo, (novembre 2021).

## Publications
- Catalogue de la XIVe Biennale de Paris, Éd. Biennale de Paris, 548 pp., ill., 21 cm x 29 cm, format vertical, français, anglais, allemand, env. 300 reproductions en noir et blanc, 2004, Paris, préface par Paul Ardenne.
- Catalogue de la XVe Biennale de Paris, Éd. Biennale de Paris, 1200 pp, ill. noir et blanc, 21 cm x 29 cm, format vertical, français, diffusion Paris Musées, 2007  (ISBN 978-2-900176-00-9)
- Journal de Paris, (en collaboration avec David d’Equainville), Éd. NBE, 2012.
- Catalogue de « Alternative School Art Fair », 19-20 novembre 2016, Éd. Biennale de Paris, 298 pages, 2016, New York.